# Dominic Joseph Chwane Khumalo
Dominic Joseph Chwane Khumalo OMI (* 5. Januar 1918 in Maphumulo; † 27. April 2006 in Durban) war ein südafrikanischer römisch-katholischer Ordensgeistlicher und Weihbischof in Durban.

## Leben
Dominic Joseph Chwane Khumalo besuchte ab 1934 das Kleine Seminar in Roma. 1940 trat Khumalo der Ordensgemeinschaft der Oblaten der Unbefleckten Jungfrau Maria bei und absolvierte das Noviziat in Inchanga, wo er am 17. Februar 1941 die erste Profess ablegte. Anschließend studierte Dominic Joseph Chwane Khumalo Philosophie und Katholische Theologie an der University of Roma. Er empfing am 3. Juli 1946 durch den Bischof von Durban, Henri Delalle OMI, das Sakrament der Priesterweihe.
Nach der Priesterweihe war Dominic Joseph Chwane Khumalo als Lehrer in Inchanga und als Seelsorger in verschiedenen Pfarreien tätig. 1962 wurde er Pfarrer in Inanda. Von 1964 bis 1970 war Khumalo Missionar in Zululand, bevor er Pfarrer in Pietermaritzburg wurde. Im Mai 1974 wurde Dominic Joseph Chwane Khumalo Bischofsvikar für die Region Vulindlela.
Am 27. Februar 1978 ernannte ihn Papst Paul VI. zum Titularbischof von Buxentum und zum Weihbischof in Durban. Der Erzbischof von Durban, Denis Eugene Hurley OMI, spendete ihm am 4. Mai desselben Jahres die Bischofsweihe; Mitkonsekratoren waren der Weihbischof in Mariannhill, Pius Bonaventura Dlamini FFJ, und der Bischof von Eshowe, Mansuet Dela Biyase.
Am 2. März 1999 nahm Papst Johannes Paul II. das von Dominic Joseph Chwane Khumalo aus Altersgründen vorgebrachte Rücktrittsgesuch an.